# Montauban Challenger 2004
Il Montauban Challenger 2004 è stato un torneo di tennis facente parte della categoria ATP Challenger Series nell'ambito dell'ATP Challenger Series 2004. Il torneo si è giocato a Montauban in Francia dal 28 giugno al 4 luglio 2004 su campi in terra rossa.

## Vincitori

### Singolare
Álex Calatrava ha battuto in finale  Óscar Hernández con il punteggio di 6–4, 1–6, 6–3

### Doppio
Marc-Kevin Goellner /  Álex López Morón hanno battuto in finale  Brian Dabul /  Ignacio Gonzalez-King con il punteggio di 6–3, 5–7, 7–6(5)